# Typhlophoros
Typhlophoros ist eine Gattung der Spulwürmer mit drei Arten, die bei Krokodilen vorkommen.

## Merkmale
Der Ösophagus hat eine kleine hintere Erweiterung (Ventriculus), von der zwei nach vorn und drei nach hinten gerichtete Anhänge unterschiedlicher Größe ausgehen. Im Gegensatz zur Schwestergattung Multicaecum gibt es hinter den Lippen Verdickungen der Kutikula, aber keine Zwischenlippen.

## Systematik
Hodda zählt die Gattung zu den Multicaecinae, nach anderer Auffassung gehört sie zu den Heterocheilinae. Zur Gattung gehören folgende Arten:
- Typhlophoros kwenae Junker & Musafchiev, 2017
- Typhlophoros lamellaris Linstow, 1906
- Typhlophoros spratti Sprent, 1999